# タワードリーム
『タワードリーム』は、アスキー（後のアスキー・メディアワークス→KADOKAWA）より1996年10月25日に発売されたスーパーファミコン用ゲームソフト。内容はアクワイアをベースとしたコンピュータボードゲーム。
続編であるPlayStation用ソフト『タワードリーム2』についても本項で扱う。

## 概要
プレイヤーは、サイコロ（1～10）を振ってキャラクターを進め、土地（ランドマーク＝マーカー）を獲得しながら会社建物（一度に増築できるフロアは3フロアまで）を建て、大きくしていく。イベントスポットのマスに止まった場合はランドマークを建てたりフロアを建てたりできない。
13階以上で「タワー」、20階以上で「グランドタワー」になり、ラインフィー（ランドマーク数＋フロア数＋ビルマーク数が一番多い人間に払う『いただきストリート』の買い物料）の額が上がる。
ラインフィーを支払えない場合は所有するビルのフロアを時価の25%で売却することになる。（サイコロを振る前なら一度に3フロアまで時価の75%で売却できる）全フロアを売却しても足りなければランドマークも売却（銀行所有になる）することになり、それでも足りなければ「破産」で即ゲームセット。
レベル（会社を構成するマスの数）が12以下の会社同士が隣接した場合、レベルの低い会社は高い会社に吸収合併され、それまで建っていた建物は全部消滅し、時価で換金されて各自に払い戻される。オーナー（一番目にランドマーク数＋フロア数＋ビルマーク数が多い）とサブオーナー（二番目にランドマーク数＋フロア数＋ビルマーク数が多い）にボーナスが入る。ボーナスの金額は潰れる側の会社のその時点のフロア価格を13倍したものに2000Gをプラスする。トップは満額、サブはその半額。レベル13以上の会社はウッボーカンパニーと呼ばれ、吸収合併されずに最後まで生き残れる。ウッボーカンパニー同士が隣接するところはランドマークを建てられない。ウッボーカンパニーがそうでない会社を吸収することは可能。
イベントスポットには様々なイベントが発生する「ピンチカード」、1ターンラインフィーがもらえない「ホリデー」、ちょうど止まった人がボーナスフロアをもらえる「ジャックポット」、スロットを回して何かもらえたりバナナの皮（踏むと強制的にもう1マス進む）が撒かれたりする「スロット」などがある。一周するごとにサラリーをもらえる「スタート」もイベントスポットとみなされる。
マップの道路には「チャンスさま」がいて、サイコロの出目に従って逆方向に歩いている。同じマスで止まるとアイテムをもらえる。ただし、中には「呪われたアイテム」があり、もらったプレイヤーの足を引っ張る事になる。アイテムは1回使うごとに抽選を行い、それぞれ固有の確率で「存続」か「消滅」かが決まる。新しくアイテムをもらった場合は今まで持ってたアイテムと強制的に交換となる。ただし「呪われたアイテム」を持っている場合新しいアイテムはもらえない。なお、チャンスさまはイベントスポットと同じ扱い（イベントスポットでチャンスさまと出会った場合はチャンスさま優先）。
ランドマークを建てられる数がマップごとに決まっていて、その残りが0になったらゲームセット。吸収合併の時と同様にオーナーにボーナスが与えられる。
最終的に現金・会社の資産（ランドマーク+ビルのフロア）×フロア価格のトータルで順位が決まる。
1人用モードでは「キャンペーン」というのがあり、すべての面をクリアすると「タイトルマッチ」が開かれる可能性がある。各タイトルには条件が設定されていて、条件を満たすと一定の確率でタイトルマッチが発生、優勝すればタイトル獲得の証として「トロフィー」が与えられる。タイトルは1では4つ、2では8つ存在する。タイトルを獲得した後は「防衛戦」が開かれる事もあり、負ければタイトルは剥奪される。

## スタッフ
- ゲームデザイン：宮岡寛、折尾一則、柳澤健二
- プログラマー：隠岐孝浩
- キャラクターデザイン：桜玉吉
- サウンド：斉藤ノブ
- プロデューサー：塩崎剛三

## 各作品の概要

### タワードリーム
登場キャラクター数は全14種、収録マップ数は全8種、登場会社数は全13種。

#### プレイヤーキャラクター
おまえ
『しあわせのかたち』の“おまえ”。鎧を着用したバージョンと普段着バージョンの2体。
べるの
『しあわせのかたち』の“べるの”。ブレザーを着用したバージョンとだらんとした服バージョンの2体。
こいつ
当初男キャラのみの予定だったが、ウッドそんしの一存で女キャラも追加となった。計2体。
コマ
三角錐のコマ型キャラクター。
ムササビ
『しあわせのかたち』に作者分身として出てきたキャラクター

#### NPC
金ケ崎彦左衛門（かながさきひこざえもん）
52才。強さA。ずるがしこい中年。得意な作戦：けちけち持久戦。
西尾はづみ（にしおはづみ）
23才。強さA。自尊心が強く派手。得意な作戦：不思議はぐれ置き。
宇宙意思（うちゅういし）
48億才。強さD。正体不明の生命体。得意な作戦：ノーガード戦法。
海野ユデール（うみのゆでーる）
8才。強さB。ひょうきんで単純。得意な作戦：合併直前からみ技。
倉明けんた（くらあくけんた）
23才。強さA。自尊心が強く派手。得意な作戦：不思議はぐれ置き。
嵐山ユカ（あらしやまゆか）
11才。強さC。甘えん坊で移り気。得意な作戦：ライン収入マニア。
御手坂丈二（みてさかじょうじ）
19才。強さA。キザなひねくれ屋。得意な作戦：とことんタワー。
有森まりも（ありもりまりも）
17才。強さB。強気でおおざっぱ。得意な作戦：一直線20階積み。
西郷玉三郎（さいごうたまさぶろう）
5才。強さC。基本重視の堅実派。得意な作戦：ひたすら2位狙い。

#### 収録マップ
1面：タイムズスクエア
練習用のもっとも小さい面。
- 空き地：49マス
- 道路：32マス
- イベントスポット：6マス
- 残りマーカー：36個

2面：キングオブ東京
運よりも知力が試される基本面。
- 空き地：100マス
- 道路：44マス
- イベントスポット：8マス
- 残りマーカー：75個

3面：ボラボラ島
形は四角だが道が斜めで1、2面とは戦略が異なる面。
- 空き地：112マス
- 道路：32マス
- イベントスポット：6マス
- 残りマーカー：84個

4面：香港ナイトツアー
島と本土にわかれるが、“ピンチカード”で橋が築かれる面。
- 空き地：上21マス、下77マス
- 道路：上16マス、下32マス
- イベントスポット：11マス
- 残りマーカー：73個

※橋で開通後
- 空き地：102マス
- 道路：50マス
- イベントスポット：11マス
- 残りマーカー：76個

5面：アクム街13番地
1面のタイムズスクエアが2つ繋がってできた面。
- 空き地：98マス
- 道路：63マス
- イベントスポット：7マス
- 残りマーカー：73個

6面：ラッキースター
左下のイベントスポットにはまると痛い面。
- 空き地：94マス
- 道路：45マス
- イベントスポット：13マス
- 残りマーカー：70個

7面：メレンゲの夢の国
“ピンチカード”で空き地が広がる面。
- 空き地：89マス
- 道路：44マス
- イベントスポット：8マス
- 残りマーカー：66個

※拡張後
- 空き地：109マス
- 道路：36マス
- イベントスポット：8マス
- 残りマーカー：81個

8面：シャングリラ
キャンペーンで7面までクリアすると挑戦できる面。
- 空き地：左上20マス、左下30マス、右78マス
- 道路：左上22マス、左下26マス、右42マス
- イベントスポット：21マス
- 残りマーカー：96個

※橋で開通後
- 空き地：137マス
- 道路：90マス
- イベントスポット：15マス
- 残りマーカー：102個

#### 登場会社
フロア価格の上限は1400G。
- ポラーリ（自動車メーカー）：初期フロア価格80G　序盤、手っ取り早く上昇するがすぐ頭打ちになる。
- マリオ物産（ゲームメーカー）：初期フロア価格60G　レベル13から25にかけてフロア価格が急上昇する。
- さくらTV（テレビ局）：初期フロア価格70G　全般的にコンスタントにフロア価格が上昇する。
- ベネビトン（高級洋品店）：初期フロア価格50G　フロア価格の上昇が緩やか。
- パナ電機（家電メーカー）：初期フロア価格70G　マリオ物産とほぼ同じ上昇をする。
- うに道楽（和食チェーン）：初期フロア価格50G　マリオ物産とほぼ同じ上昇をする。
- シェルトン（ホテル）：初期フロア価格60G　レベル44で一度ピークを迎え、レベル69まで下落する。（それでも1000Gを下回る事は無い）1で唯一、レベルが上がるとフロア価格が下落する時期がある会社。
- ホープ軒（ラーメン屋）：初期フロア価格40G　単価は安いが、コンスタントにフロア価格が上昇する。
- ケイシーズ（デパート）：初期フロア価格60G　ウッボーカンパニーになる前は素早くフロア価格が上昇、その後緩やかに。
- X社（謎の会社）：初期フロア価格20G　ピンチカード「謎のX社設立」を引くと登場し、フロア価格はレベルに正比例して上がっていく。ピンチカードの「さよならX社」が出ると即精算される。通常の会社と同じように吸収したりされたりする。

ピンチカード
イカ（強力系）タコ（現金系）カニ（無難系）ワニ（移動系）の4つの山があり、その中から1枚を選んで引く。内容ごとにどの山に出やすいかが定められているが、30%の確率で他の山に紛れ込んでいる。

#### タワードリーム2
登場キャラクター数は全31種、収録マップ数は全15種、登場会社数は全13種。

#### プレイヤーキャラクター
おまえ
『しあわせのかたち』の“おまえ”。学生服姿。
べるの
『しあわせのかたち』の“べるの”。だらんとした服姿。
こいつ
パワードスーツ姿。
モモレンジャー
今作、初登場。戦隊モノに出てきそうなピンク戦士。
飛脚
今作、初登場。金太郎のようなビジュアル。
コマ
三角錐のコマ型キャラクター。
ムササビ
『しあわせのかたち』に作者分身として出てきたキャラクター
Gタワー
今作、初登場。グランドタワーを擬人化したキャラクター。
アイロン
今作、初登場。アイロンを機関車キャラ風に描いたキャラクター。
露天風呂
今作、初登場。温泉につかっている、耳毛を生やしたジジイキャラクター。
きれいな玉
今作、初登場。青色の玉のキャラクター。
フグ
今作、初登場。真正面を向いたフグのキャラクター。
フジツボ
今作、初登場。殻と中身が別々設定のキャラクター。

#### NPC
小森大五郎（こもりだいごろう）
1才。強さA。わがままな天才幼児。得意な作戦：いきなり合体。
土方虎之介（つちかたとらのすけ）
42才。強さB。温厚だがガンコ。得意な作戦：ひたすらタワー。
Ｍｒ．パニック（みすたーぱにっく）
？才。強さB。つかみどころナシ。得意な作戦：パニック攻撃。
沖田鋭二（おきたえいじ）
21才。強さC。単細胞な熱血青年。得意な作戦：剛速球一本勝負。
相川みく（あいかわみく）
12才。強さC。移り気な甘えん坊。得意な作戦：ライン収入マニア。
芦屋川玲奈（あしやがわれいな）
22才。強さB。シンが強くて慎重。得意な作戦：ミステリアス建て。
金ケ崎ミツヨ（かながさきみつよ）
48才。強さA。がっちり型の主婦。得意な作戦：がっちり損得計算。前作登場、彦左衛門の妻。今作のメインキャラクター。
沢渡冴子（さわたりさえこ）
26才。強さA。親分ハダで冷静。得意な作戦：データ重視作戦。
月乃ばんび（つきのばんび）
17才。強さD。ネアカで無防備。得意な作戦：サブ食い込み合体。
海野ゆで次郎（うみのゆでじろう）
5才。強さC。きままな次男坊。得意な作戦：はたはた迷惑攻撃。前作、海野ユデールの弟。
山田工業Y3TA（やまだこうぎょうわいさんた）
46才。強さD。素朴な旧式ロボット。得意な作戦：結果オーライ戦法。
宇宙意思パート2（うちゅういしぱーとつー）
50億才。強さE。一般常識を超越。得意な作戦：ノーガード戦法。前作の宇宙意思が転生、進化を遂げた姿。
近藤にやお（こんどうにやお）
14才。強さD。短気なおこりんぼ。得意な作戦：逆転イベント勝負。

##### ピンチカードで出現するキャラクター
バナナ魔人　サイコロを振って移動し、1歩ごとにバナナの皮を落とす。
ルパン13世　サイコロを振って移動し、すれ違うと所持金の20％を盗まれる。ちょうど止まった人は盗まれた金をもらえる。
謎の銀行員　サイコロを振って移動し、止まったマスで「ビジネスチャ～ンス!」と叫びながら、誰とも接しないランドマークを建てる。（銀行所有扱い）
キンダコンダ　サイコロを振って移動し、止まったマスのラインに建ってる中で最も高いフロアのタワー（あるいはグランドタワー）を1フロア壊す。
ワープ兄弟　兄がサイコロを振って移動し、弟がスタートの前後で行ったり来たりしている。兄と同じマスに止まると弟と同じマスに、弟と同じマスに止まると兄と同じマスにそれぞれワープする。

#### 収録マップ
1面：リトルタウン
チュートリアル目的のベーシックマップ。
このマップでは、バブル証券・新日空・ヘコム・ポラーリは設立できない。
- 空き地：81マス
- 道路：40マス
- イベントスポット：6マス
- 残りマーカー：60個

2面：ウォール街
やり応えのある基本面。
- 空き地：100マス
- 道路：48マス
- イベントスポット：8マス
- 残りマーカー：108個

3面：夢見の滝
高低差のある2つのマップがつらなる面。
- 空き地：133マス
- 道路：60マス
- イベントスポット：11マス
- 残りマーカー：99個

4面：コスモパニック
右上と左下にあるイベントスポットにはまるとやっかいなSF風面。
- 空き地：94マス
- 道路：56マス
- イベントスポット：18マス
- 残りマーカー：70個

5面：アクアベース
大きなマップ1つと小さなマップ2つで構成された面。
- 空き地：109マス
- 道路：70マス
- イベントスポット：12マス
- 残りマーカー：81個

※橋で開通後
- 空き地：115マス
- 道路：70マス
- イベントスポット：12マス
- 残りマーカー：86個

6面：メビウスバレー
メビウスの輪をモチーフとしたねじれた面。
- 空き地：122マス
- 道路：38マス
- イベントスポット：7マス
- 残りマーカー：91個

7面：チキチキ島
斜めに進むひし形面で、スタート以外のイベントスポットが存在しない。
- 空き地：113マス
- 道路：28マス
- イベントスポット：1マス
- 残りマーカー：84個

8面：ロストワールド
もっとも小さいが、スイッチを踏むと4つの大陸が現れる変化に富んだ面。
- 空き地：25マス
- 道路：24マス
- イベントスポット：6マス
- 残りマーカー：18個

※すべてのスイッチが踏まれた後
- 空き地：148マス
- 道路：96マス
- イベントスポット：10マス
- 残りマーカー：111個

9面：空飛ぶ中華街
ハート形のマップと宙に浮いたマップで構成された面。合体するとひし形になる。
- 空き地：93マス
- 道路：48マス
- イベントスポット：12マス
- 残りマーカー：69個

※合体後
- 空き地：109マス
- 道路：32マス
- イベントスポット：32マス
- 残りマーカー：81個

10面：龍宮2001
龍宮城をテーマとした運の要素の強い面。
道路にルーレットスイッチがあり、そこに止まるとプレイヤーのコマごと道路が回転する。
- 空き地：121マス
- 道路：36マス
- イベントスポット：12マス
- 残りマーカー：90個

11面：ロザリオ島
8面と同じく4つのスイッチを踏むと空き地が拡張されていく面。拡張されると十字形となる。
- 空き地：69マス
- 道路：36マス
- イベントスポット：8マス
- 残りマーカー：51個

※すべてのスイッチが踏まれた後
- 空き地：329マス
- 道路：140マス
- イベントスポット：8マス
- 残りマーカー：246個

12面：てんびんランド
キャラクターが多く乗っている方に傾く面。傾斜していると滑り、サイコロの出目より少なくなることも。
- 空き地：142マス
- 道路：56マス
- イベントスポット：7マス
- 残りマーカー：106個

13面：東京原人
高低差のある4つのエリアから成る面。合体すると内部の道路がなくなる。
- 空き地：132マス
- 道路：25マス
- イベントスポット：11マス
- 残りマーカー：99個

※合体後
- 空き地：184マス
- 道路：47マス
- イベントスポット：7マス
- 残りマーカー：138個

14面：ニッポン

北海道、本州、九州に分かれた日本地図をモチーフにした面。キャンペーンモードで7面までクリアすると遊べるようになる。
- 空き地：176マス
- 道路：119マス
- イベントスポット：11マス
- 残りマーカー：132個

※開通後
- 空き地：182マス
- 道路：119マス
- イベントスポット：11マス
- 残りマーカー：136個

15面：ジャンボラ島
とにかくデカイ、ジャンボな面。キャンペーンモードで13面までクリアすると遊べるようになる。
- 空き地：481マス
- 道路：64マス
- イベントスポット：8マス
- 残りマーカー：360個

#### 登場会社
フロア価格の上限は2000G。
表記のないものは1と同じ傾向。
- ポラーリ（自動車メーカー）：初期フロア価格80G
- マリオ物産（ゲームメーカー）：初期フロア価格60G
- さくらTV（テレビ局）：初期フロア価格70G
- パナ電機（家電メーカー）：初期フロア価格70G
- うに道楽（和食チェーン）：初期フロア価格50G
- シェルトン（ホテル）：初期フロア価格60G
- ホープ軒（ラーメン屋）：初期フロア価格40G
- 松越（デパート）：初期フロア価格50G　序盤はフロア価格が極端に安く、13レベルごとにガンッと上昇する。
- ちどり急便（運送会社）：初期フロア価格60G　小刻みにフロア価格が上昇したり下落したりする。レベル50あたりから急上昇に転じる。
- ヘコム（警備保障）：初期フロア価格80G　序盤からフロア価格が上がりやすく、レベル14で一度目のピークを迎える。その後は下落に転じ、レベル44で大底の400Gになるが、そこから再び急上昇に転じる。
- 新日空（航空会社）：初期フロア価格100G　全般的にフロア価格の上昇は緩やか。
- バブル証券（証券会社）：初期フロア価格250G　レベル2は250Gとフロア価格が高いが、すぐ下落し、レベル43になるまで極端な低成長を続ける。その後は一転急上昇。
- X社（謎の会社）：初期フロア価格20G

ピンチカード
笑顔（幸運系）泣き顔（不運系）矢印（移動系）ハテナ（強力系）の4種類がランダムにミックスされた2つの山の好きな方から引く